# Mónica Spear
Mónica Spear Mootz (* 1. Oktober 1984 in Maracaibo; † 6. Januar 2014 in Puerto Cabello) war eine venezolanisch-US-amerikanische Schauspielerin und mehrfach prämierte Schönheitskönigin.

## Leben und Karriere
Für ihr theaterwissenschaftliches Studium an der University of Central Florida zog Spear in die USA. Nach dem Abschluss verlagerte sie ihren Lebensmittelpunkt zurück nach Venezuela. 2004 wurde sie dort zur „Miss Venezuela“ gewählt, was sie für die Wahl zur Miss Universe 2005 qualifizierte. Dort erreichte sie den vierten Platz.
Nach Abschluss ihrer Model-Karriere konzentrierte sich Spear auf Schauspiel-Einsätze in verschiedenen spanischsprachigen Telenovelas. Im Jahre 2008 heiratete sie den britischen Unternehmer Thomas Henry Berry. 2012 wurde das Paar wieder geschieden.
Zusammen mit ihrem Ex-Ehemann wurde Spear am 6. Januar 2014 gegen 22:30 Uhr Ortszeit während einer Autopanne auf einer Schnellstraße zwischen Puerto Cabello und Valencia von Unbekannten überfallen und erschossen. Die gemeinsame fünfjährige Tochter überlebte den Angriff verletzt.
Im September 2014 kam es zu ersten Verurteilungen.